# Casa Bigné
La Casa Bigné es un edificio situado en la calle Pérez Pujol número 5 en la ciudad de Valencia (España). Es obra del arquitecto valenciano Demetrio Ribes Marco. También es conocido como edificio La Equitativa.

## Edificio
El edificio es un proyecto del arquitecto Demetrio Ribes Marco realizado en 1911. Su estilo arquitectónico es el modernismo valenciano con una clara influencia de la corriente modernista austriaca Sezession. Fue construido a instancias de Ramón Bigné para su vivienda particular. Las obras las llevaría a cabo el maestro de obras Adolfo Bueso Mallol, que siguió las órdenes estrictas del arquitecto.
Consta de planta baja y cuatro alturas. Destaca en su fachada la disposición vertical y la ornamentación sobria pero claramente modernista. Es el caso de los dos escudos de la ciudad de Valencia en la segunda altura, muy similares a los que realizó el mismo arquitecto en la estación del Norte de Valencia o la rosa de Mackintosh de la escuela de Glasgow. Destacan también la decoración vegetal en la barandilla de los balcones de forja de hierro. 
La austeridad y la geometrización de distintos elementos acercan al edificio al estilo arquitectónico racionalista. En el piso principal (primera planta) se ubicaron las oficinas de La Equitativa de los Estados Unidos del Brasil, el resto de alturas estaban destinadas a viviendas.
En el zaguán del edificio se halla un panel cerámico diseñado por el propio arquitecto, buena muestra de los esmerados acabados con los que contó la edificación.